# Mobunula
Mobunula is een monotypisch mosdiertjesgeslacht uit de familie van de Petraliidae en de orde Cheilostomatida. De wetenschappelijke naam ervan is in 1989 voor het eerst geldig gepubliceerd door Gordon.

## Soort
- Mobunula bicuspis (Hincks, 1883)